# 新尚德里夫卡
48°53′12″N 35°47′37″E / 48.88667°N 35.79361°E
新尚德里夫卡（烏克蘭語：Новошандрівка），是烏克蘭的村落，位於該國中部第聶伯羅彼得羅夫斯克州，由日爾伊夫卡區負責管轄，距離恰普林卡1.5公里，海拔高度140米，2001年人口93。